# Курач Володимир Володимирович
Володи́мир Володи́мирович Ку́рач (нар. 6 вересня 1958, Золочів, Львівська область) — український хоровий диригент, Заслужений діяч мистецтв України, Народний артист України (2020).

## Біографія
У 1981 році закінчив Дрогобицьке музичне училище (клас Є. Бернацької), у 1985 році — Київську консерваторію (клас М. Берденникова).
З 1985 року — диригент Державної академічної хорової капели «Думка».
З 1990 року працює диригентом Академічної чоловічої хорової капели України ім. Л. М. Ревуцького. З колективами гастролював у Польщі, Бельгії, Великій Британії, Іспанії, Португалії, Італії, Ізраїлі.
У 2000—2012 роках був доцентом Національної музичної академії України імені П. І. Чайковського (НМАУ).
З 2012 року — професор кафедри бандури та кобзарського мистецтва Київського національного університету культури і мистецтв (КНУКіМ).
З вересня 2013 року — Художній керівник Академічної чоловічої хорової капели України ім. Л. М. Ревуцького.
21 серпня 2020 року за указом Президента України  №335/2020 Володимир Курач отримав почесне звання Народний артист України.

## Творчість
За час роботи в Чоловічій хоровій капелі ім. Ревуцького підготував до виконання велику кількість концертних програм і хорових творів (Г. Генделя, В. А. Моцарта, І. Стравінського, С. Танєєва, Д. Бортнянського, М. Березовського, А. Веделя, Д. Шостаковича, Л. Керубіні, Л. Бетховена, К. Орфа, М. Леонтовича, М. Лисенка, К. Стеценка, Є. Козака, Л. Дичко, Є. Станковича), а також обробки стрілецьких пісень. Записав більше 17 компакт дисків.
З колективами гастролював у Польщі, Бельгії, Великій Британії, Іспанії, Португалії, Італії, Ізраїлі.
Диригент Курач В. В. бере активну участь у щорічних Новорічних та Різдвяних концертах капели у Національній філармонії.